# Atuona
Atuona, ancienne commune au fond de la baie d’Atuona, échancrure de la baie des Traîtres sur la côte sud de l’île d’Hiva Oa, est le chef-lieu de la commune d’Hiva Oa, située dans les îles Marquises, en Polynésie française.

## Histoire

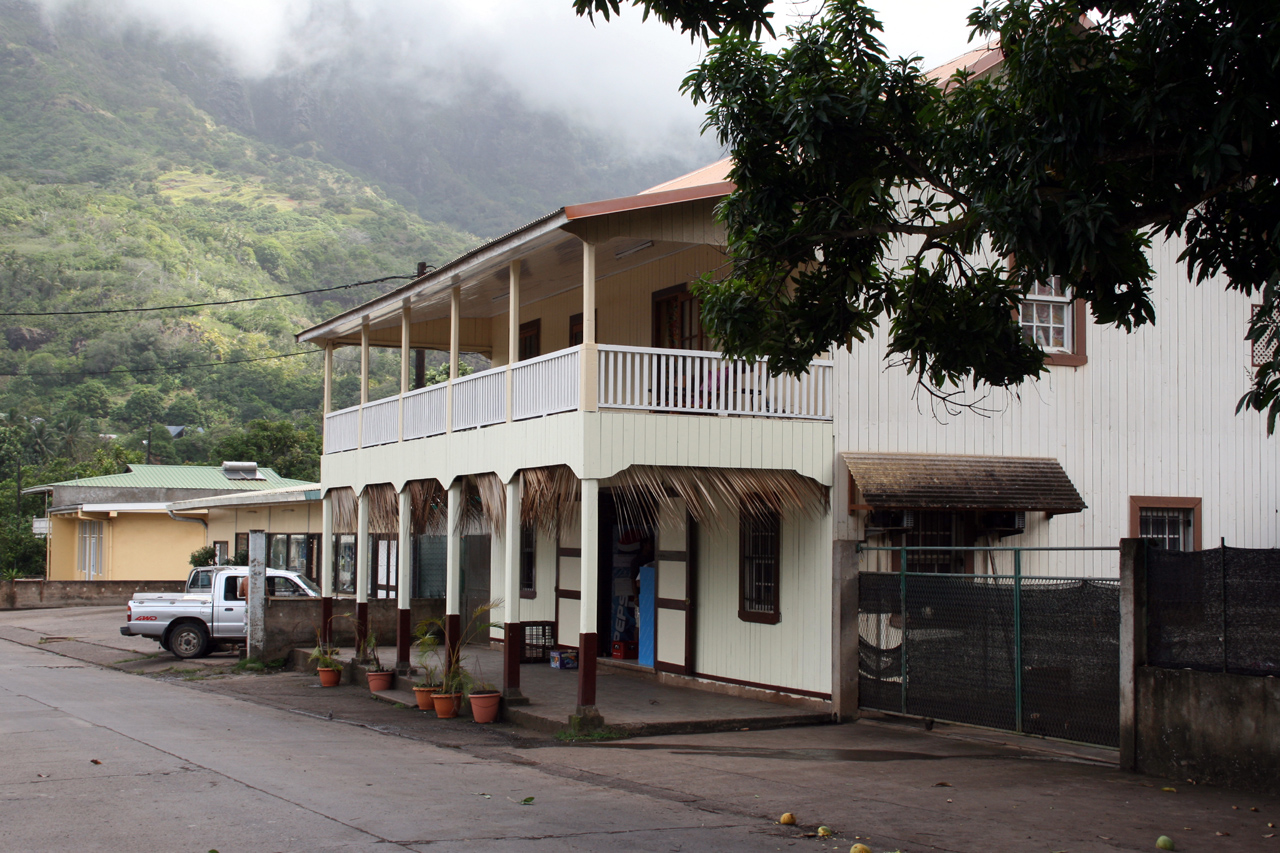
Magasin de l'époque de Gauguin.

Atuona a également été chef-lieu de l’ensemble des îles Marquises, mais a depuis perdu ce titre au profit de Taiohae, situé sur l’île de Nuku Hiva. Le village comptait un peu plus de 1 200 habitants en 2002.

## Geographie
Situé à 1 430 km de Tahiti, le village est surplombé par le mont Temetiu, haut de 1 213 m.

## Culture locale et patrimoine

### Personnalités
- Paul Gauguin a passé les trois dernières années de sa vie dans ce village, entre 1901 et 1903, où il repose au cimetière du Calvaire.
- Jacques Brel a passé les trois dernières années de sa vie dans ce village, entre 1975 et 1978, où il repose au cimetière du Calvaire.

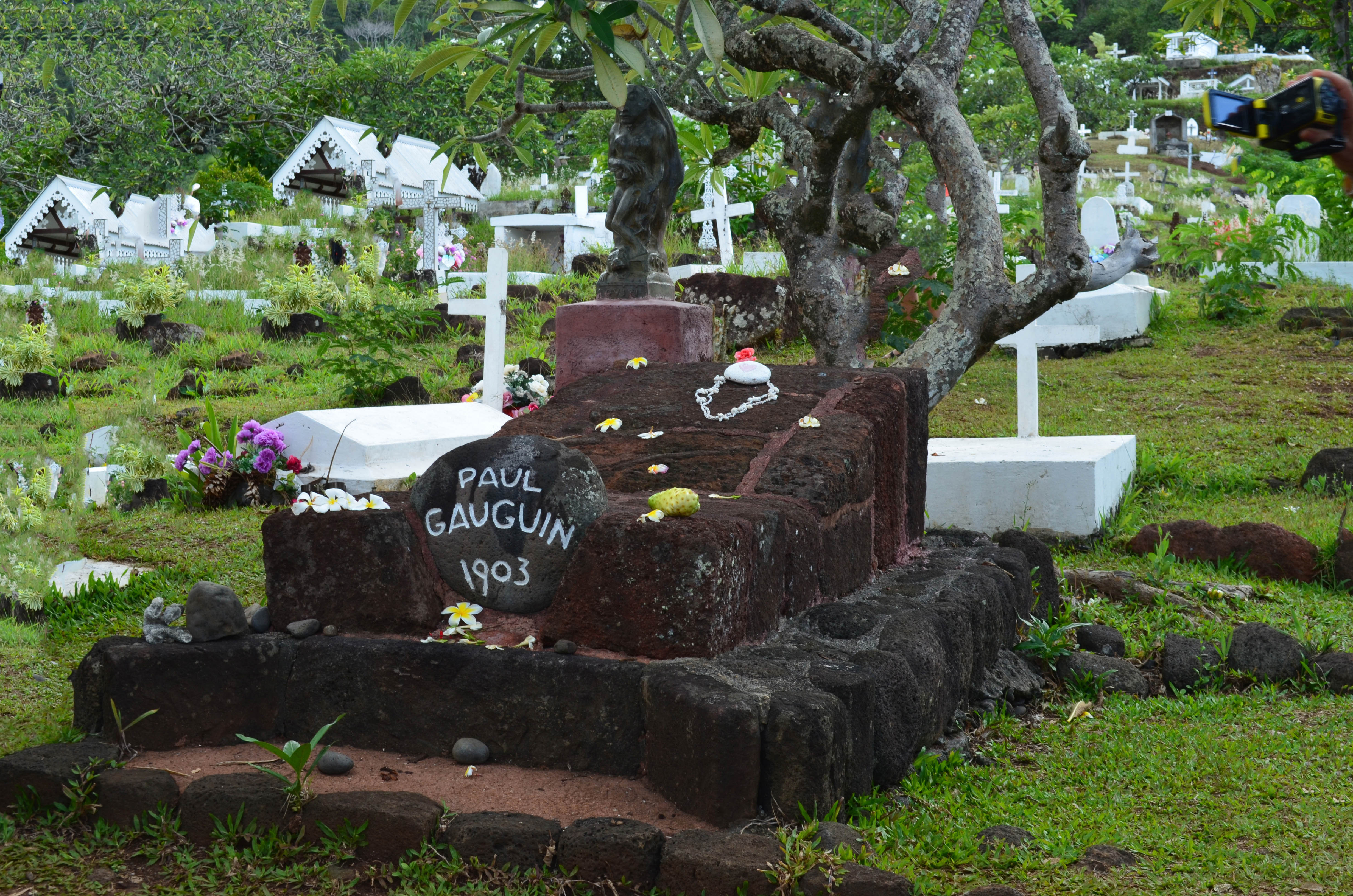
Tombe de Paul Gauguin.
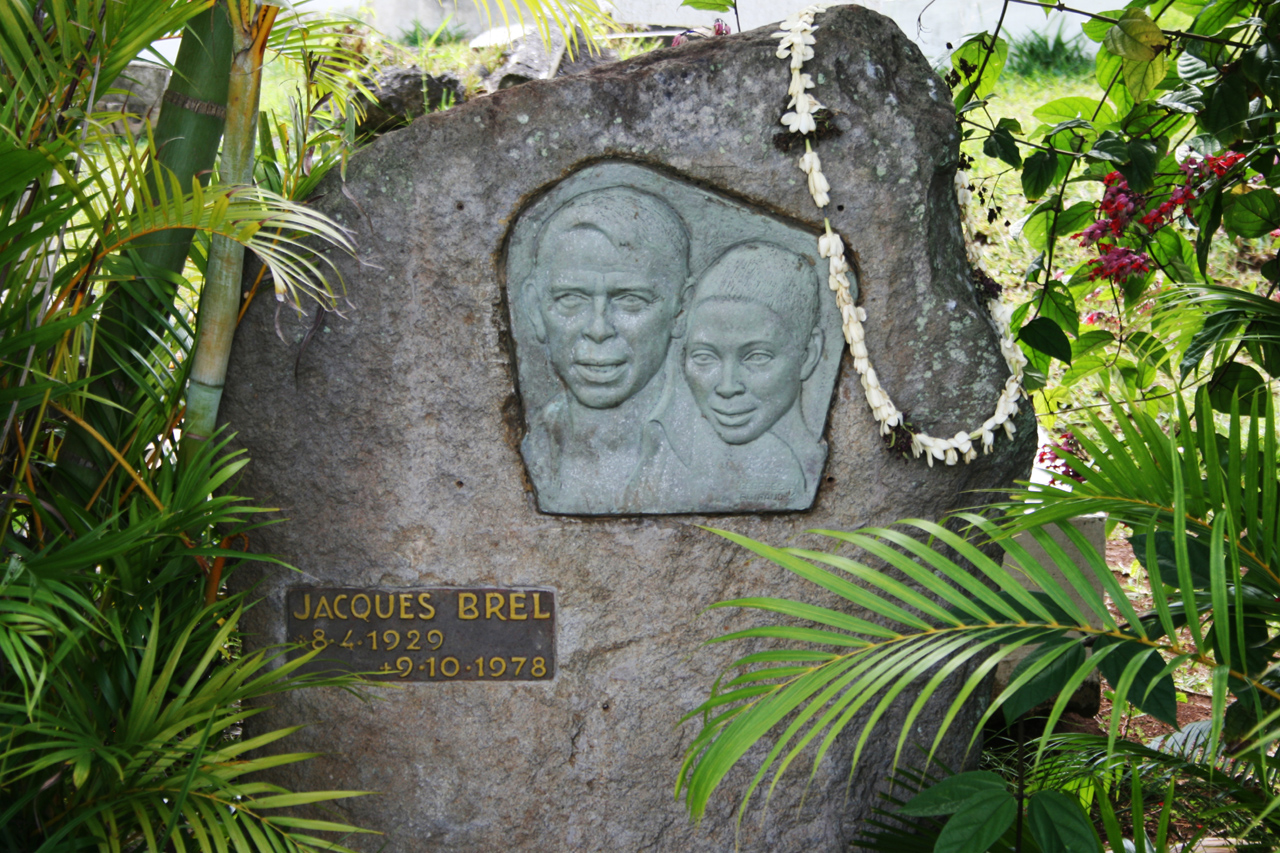
Tombe de Jacques Brel.
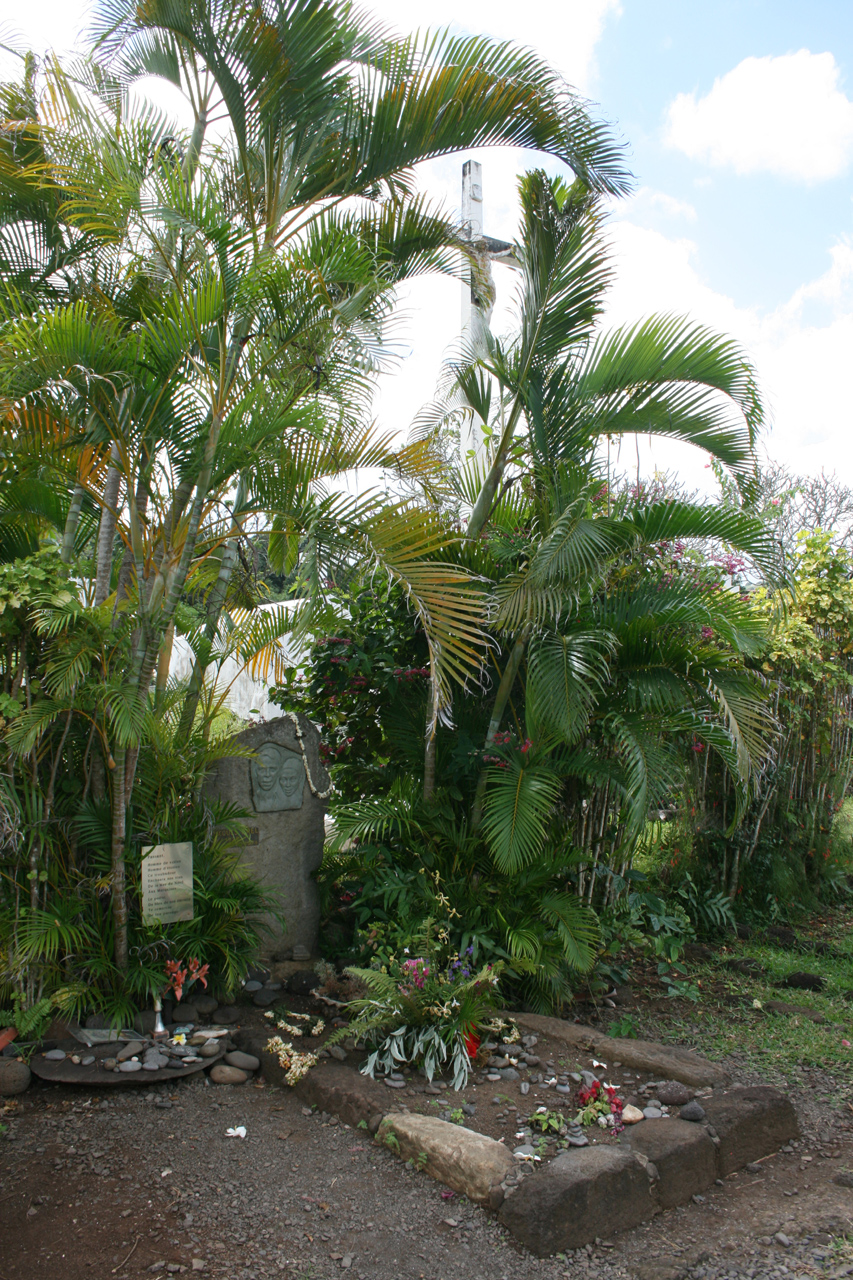
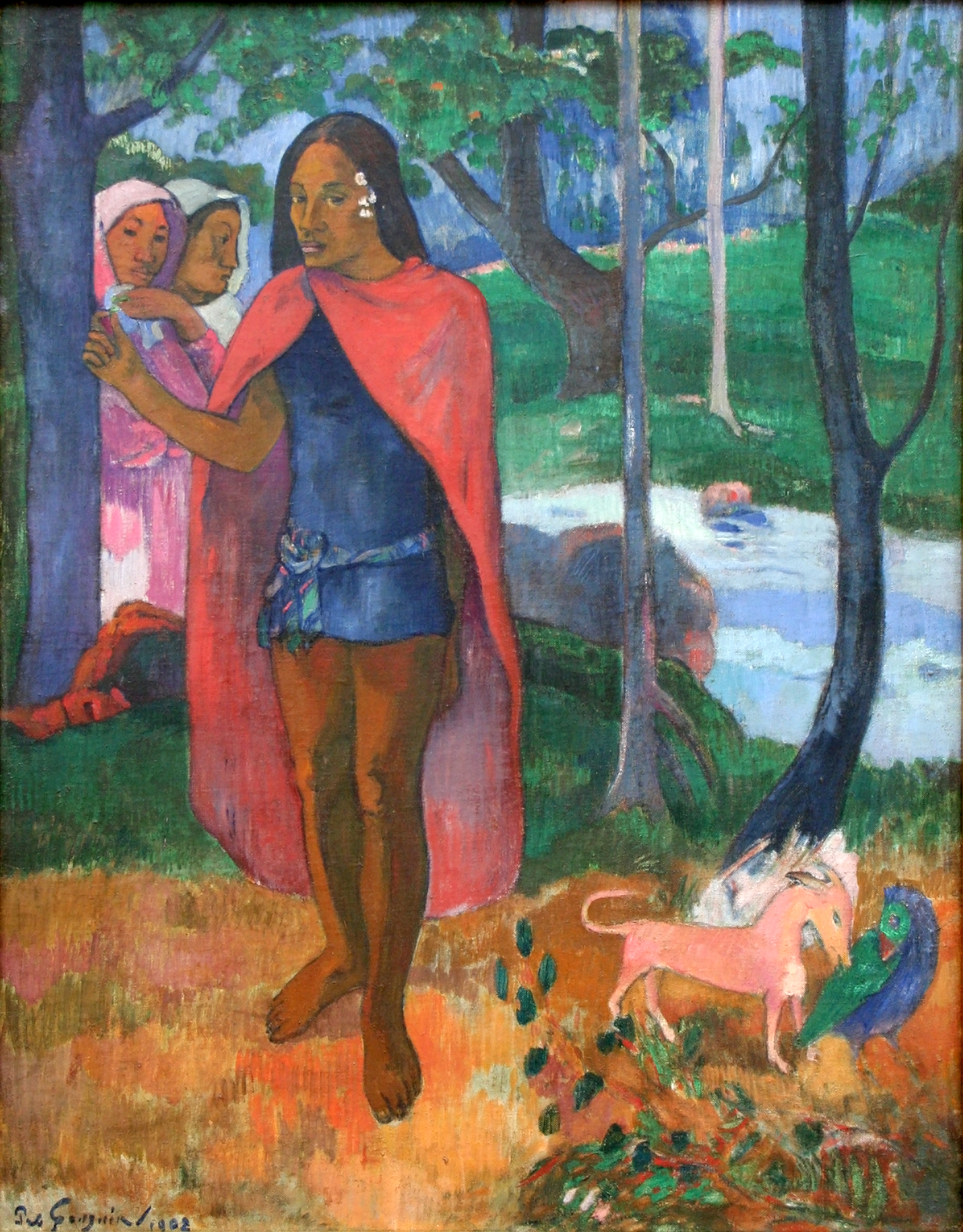
Le sorcier d'Hiva-Oa, de Paul Gauguin

### Lieux et monuments
- Maison du Jouir, de Paul Gauguin, inauguré le 8 mai 2003 pour le 100e anniversaire de son décès.
- Musée-espace Jacques Brel
- Aérodrome de Hiva Oa, à 4,5 km
- L'église de l'Immaculée-Conception.

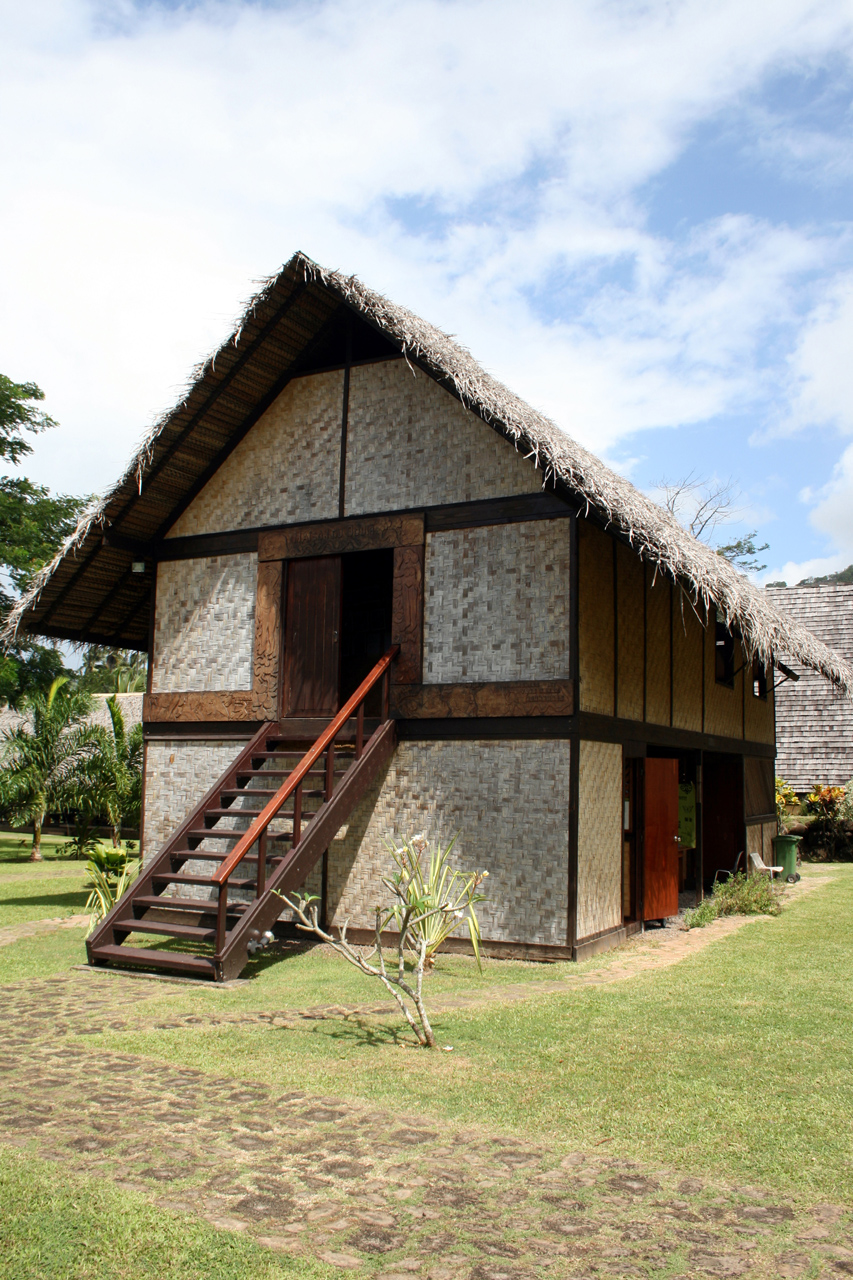
Reconstitution de la Maison du Jouir de Gauguin.
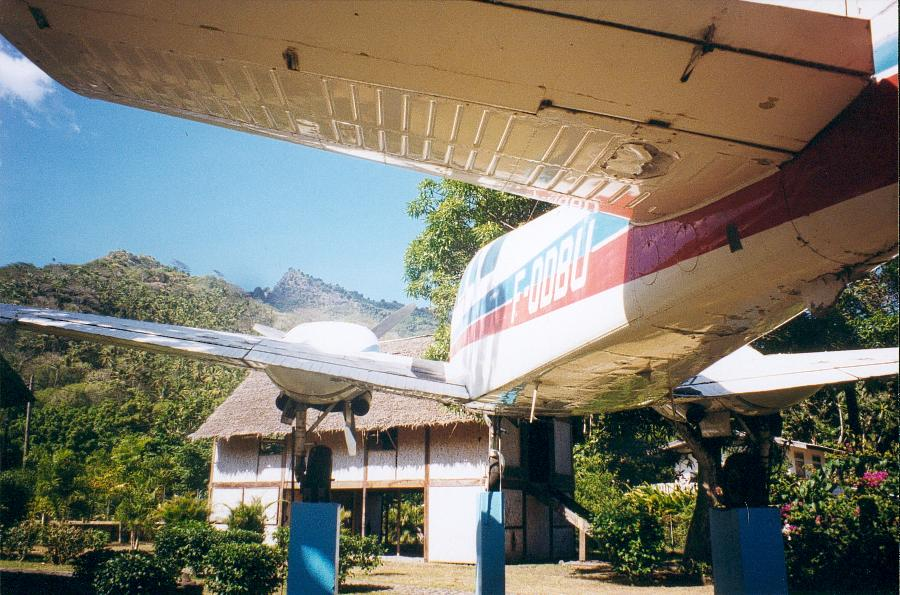
Maison du Jouir, de Paul Gauguin, et ancien avion Beechcraft D50 Twin Bonanza « Jojo » de Jacques Brel.
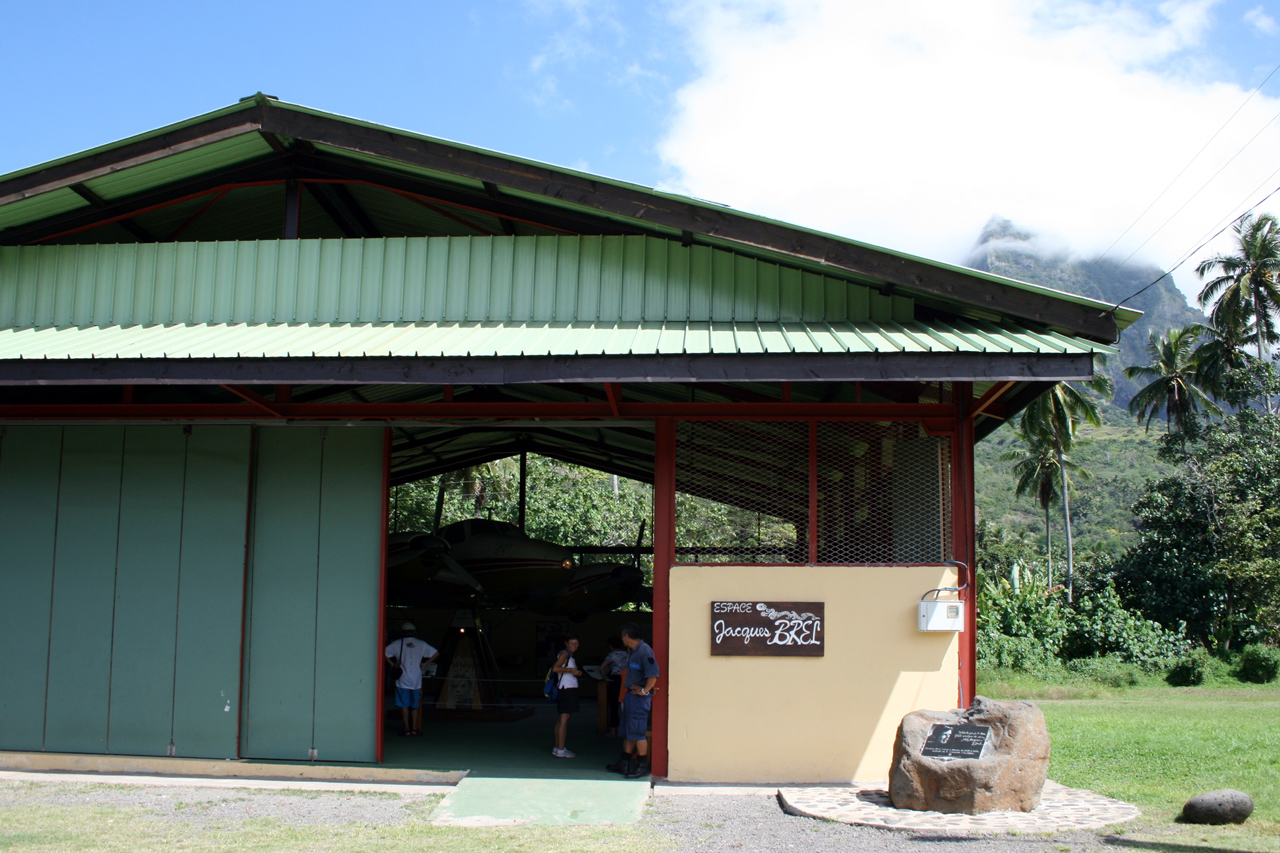
Espace Jacques Brel.
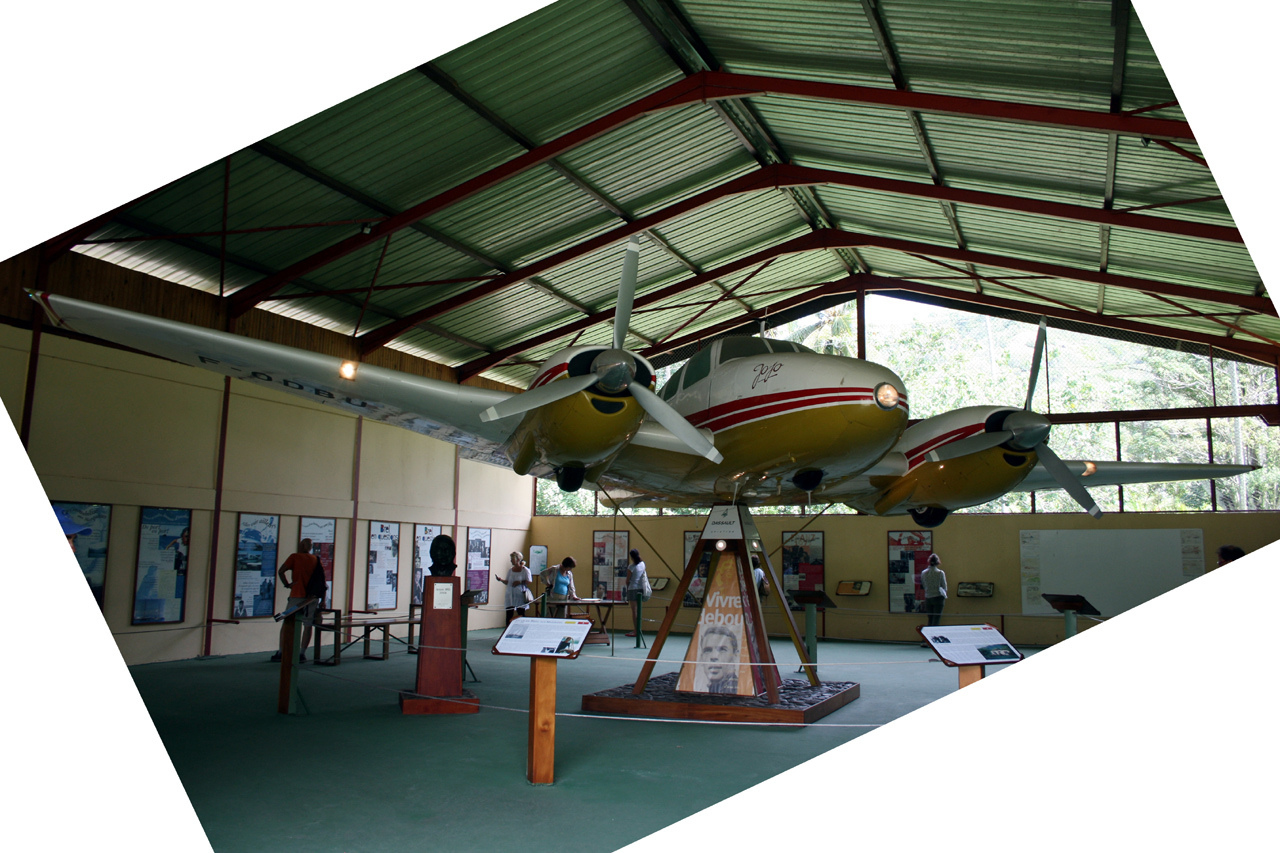
Espace Jacques Brel, et ancien avion Beechcraft D50 Twin Bonanza « Jojo » de Jacques Brel.
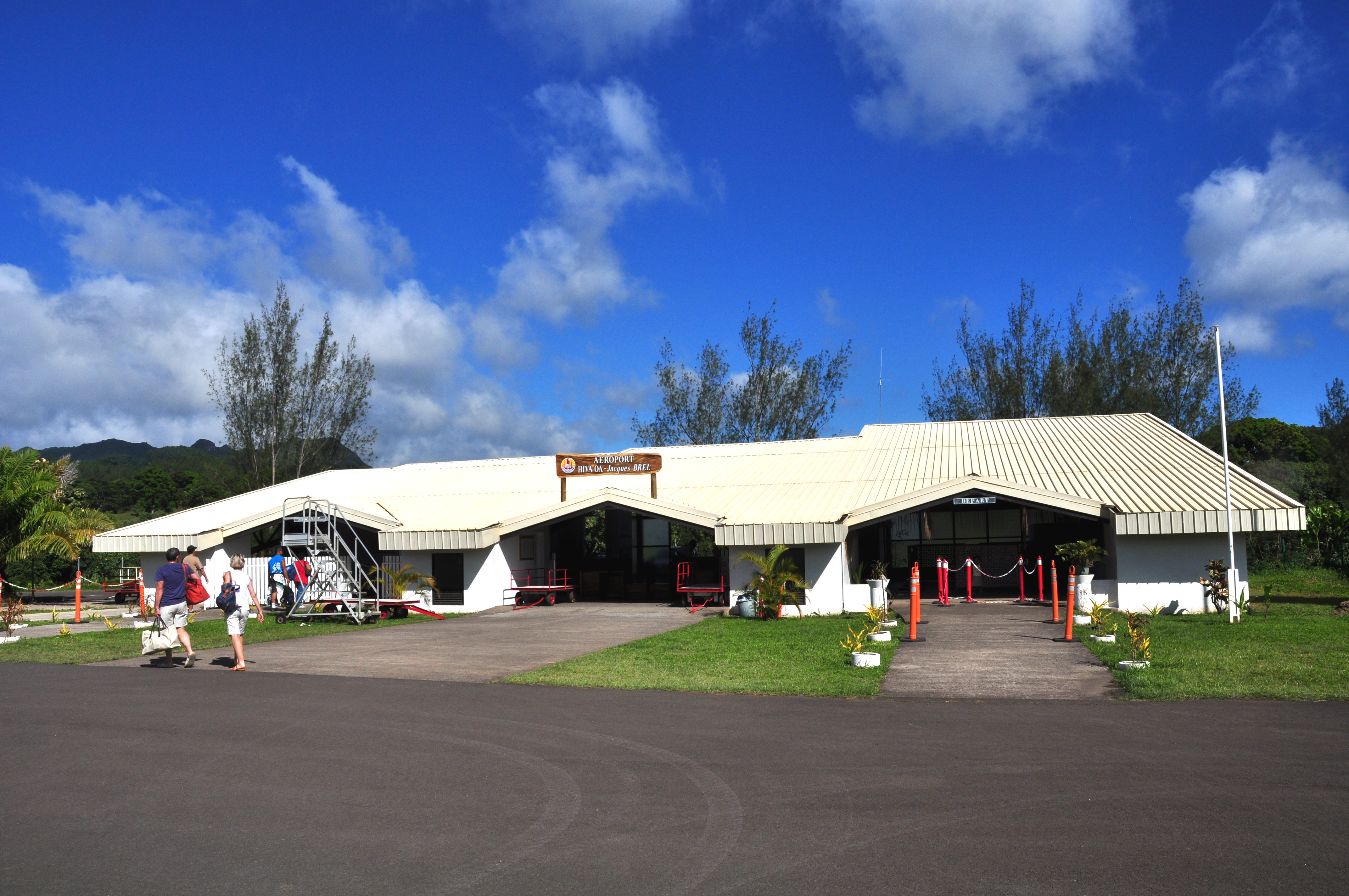
Aérodrome de Hiva Oa, à 4,5 km

## Voire aussi
- Îles Marquises